# Leucadendron remotum
Leucadendron remotum är en tvåhjärtbladig växtart som beskrevs av I. Williams. Leucadendron remotum ingår i släktet Leucadendron och familjen Proteaceae. Inga underarter finns listade i Catalogue of Life.